# زلنوگراد
شهر زلنوگراد (به روسی: Зеленоград) در کشور روسیه و در مسکو واقع شده‌است.

## نگارخانه

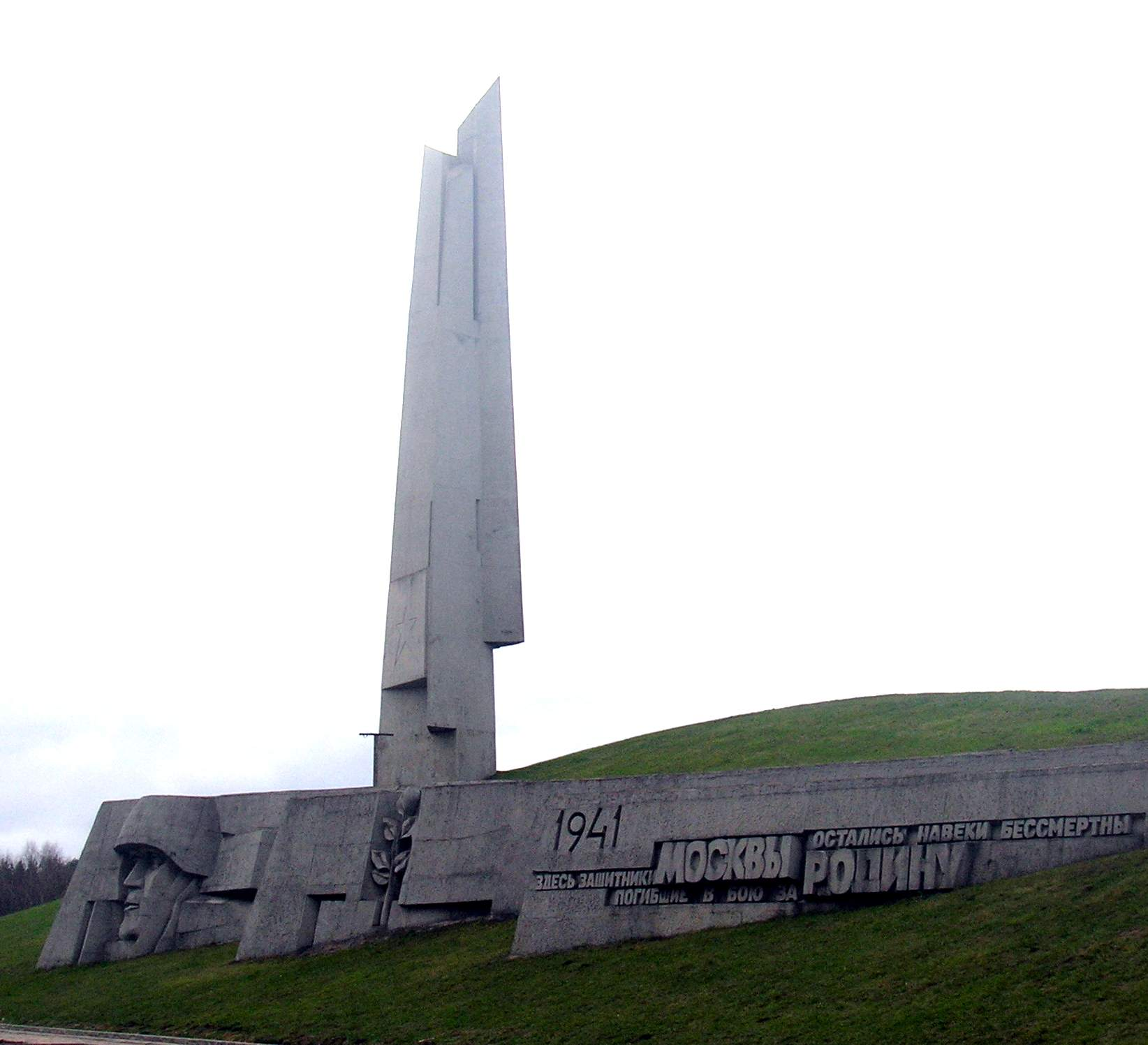
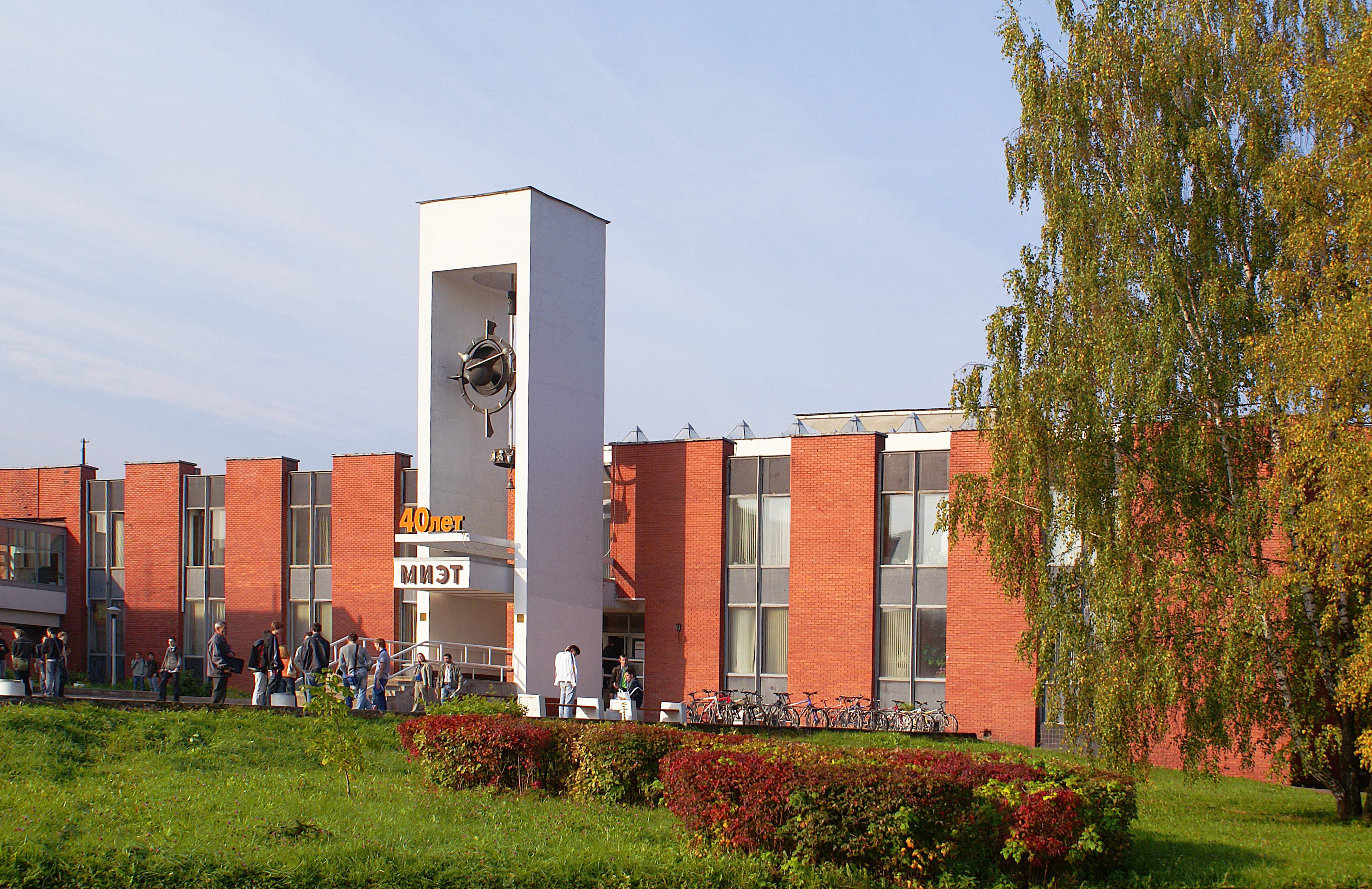
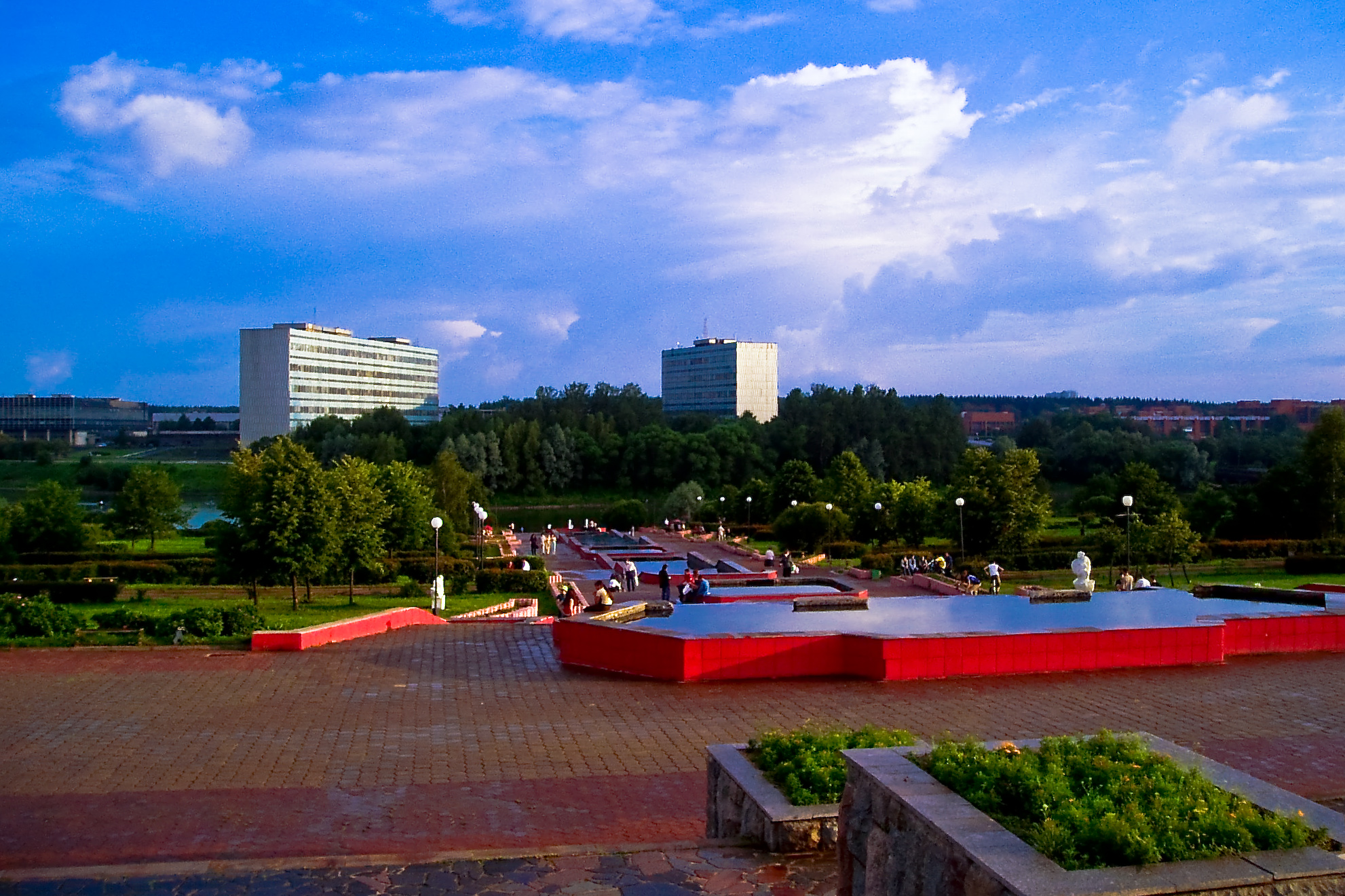
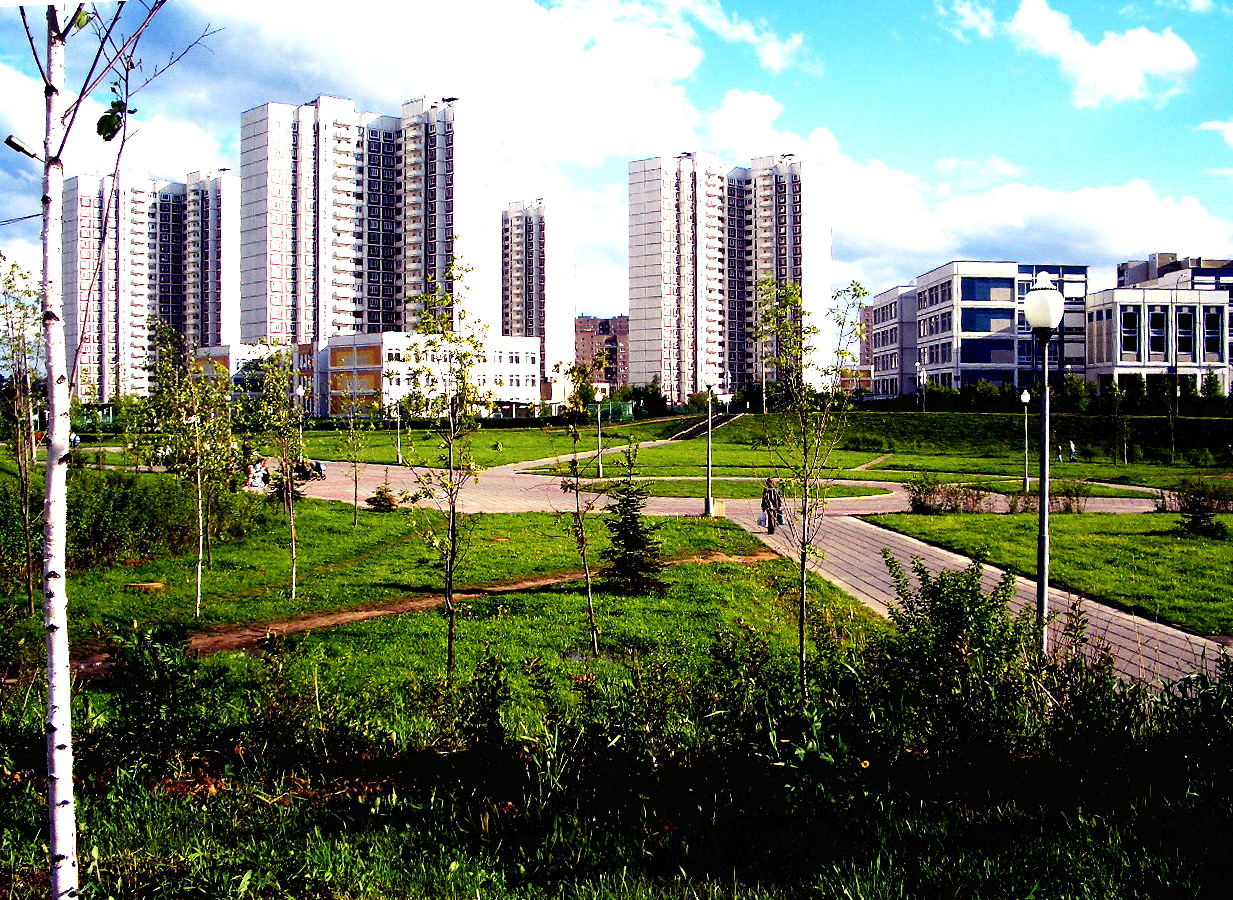